# Zhang Chenglong
Zhang Chenglong (chinesisch 张成龙, Pinyin Zhāng Chénglóng; * 12. Mai 1989 in Binzhou) ist ein ehemaliger chinesischer Kunstturner.

## Karriere
Zhangs internationaler Durchbruch gelang im Jahr 2010, als er bei der Weltmeisterschaft in Rotterdam mit der chinesischen Mannschaft Gold im Mannschaftsmehrkampf gewann und zudem Weltmeister am Reck wurde. Kurz darauf sicherte er sich bei den Asienspielen in Guangzhou drei Goldmedaillen – am Boden, am Reck und mit dem Team.
Bei der Weltmeisterschaft 2011 in Tokio verteidigte er mit der Mannschaft den Titel und gewann darüber hinaus Silber am Barren und am Reck. Weitere Erfolge im Mannschaftsmehrkampf folgten mit Gold bei der WM 2014 in Nanning und Bronze bei der WM 2015 in Glasgow.
Bei den Olympischen Spielen 2012 in London wurde Zhang mit der chinesischen Mannschaft Olympiasieger im Mannschaftsmehrkampf. In den Gerätefinals belegte er Platz vier am Reck und Rang neun am Barren. Vier Jahre später gewann er bei den Olympischen Spielen 2016 in Rio de Janeiro mit dem chinesischen Team die Bronzemedaille im Mannschaftsmehrkampf.